# Соснов, Александр Яковлевич (композитор)
Алекса́ндр Я́ковлевич Сосно́в (15 июня 1949, Шапкилей, Горномарийский район, Марийская АССР, РСФСР, СССР — 15 января 2021, Козьмодемьянск, Марий Эл, Россия) — горномарийский советский и российский деятель культуры, композитор, педагог. Преподаватель, директор детской музыкальной школы с. Виловатово Горномарийского района Марийской АССР (1970—1987). Заслуженный работник культуры Российской Федерации (2001).

## Биография
Родился 15 июня 1949 года в деревне Шапкилей ныне Горномарийского района Марий Эл в крестьянской семье.
В 1970 году окончил Йошкар-Олинское музыкальное училище имени И. С. Палантая, в 1979 году — Чувашский государственный педагогический университет имени И. Я. Яковлева.  
С 1970 года — в с. Виловатово родного района: преподаватель, директор детской музыкальной школы, концертмейстер народного ансамбля песни и пляски местного Дома культуры.
Ушёл из жизни 15 января 2021 года в г. Козьмодемьянске Марий Эл. 

## Музыкальная деятельность
В 1970 году создал на базе Виловатовского Дома культуры Горномарийского района МАССР вокально-инструментальный ансамбль «Шäлä» («Привет»), вокальные ансамбли «У сем» («Новая мелодия») (1991), «Весела тäнгвлä» («Весёлые друзья») (1994). Для этих коллективов писал песни и инструментальные пьесы, делал обработки марийских народных мелодий.
В содружестве с горномарийскими поэтами (И. Горный, Н. Егоров и другие) написал более 100 песен взрослого и детского репертуара, ряд песен стали классикой. Эти песни до сих пор звучат не только по марийскому радио и телевидению, но и в программах «Между Волгой и Уралом» в соседних регионах, «Полевая почта», «Юность» Всесоюзного радио. 
Известен и как составитель сборника детских песен «Самырык юк» («Голоса юности») (1997) и сборника массовых песен «Туан сем» («Родная мелодия») (2000).
В 2001 году за заслуги в области культуры и многолетнюю плодотворную деятельность ему присвоено почётное звание «Заслуженный работник культуры Российской Федерации». Награждён нагрудными знаками и медалями, в том числе медалью «Ветеран труда».  

## Признание
- Заслуженный работник культуры Российской Федерации (11 октября 2001)[1][2] — за заслуги в области культуры и многолетнюю плодотворную деятельность[7]
- Отличник народного просвещения РСФСР (21.12.1989)[4]
- Заслуженный работник культуры Марийской АССР (1986)[1][2]
- Медаль «Ветеран труда» (20.06.2002)[4]